# Kōno Takashi

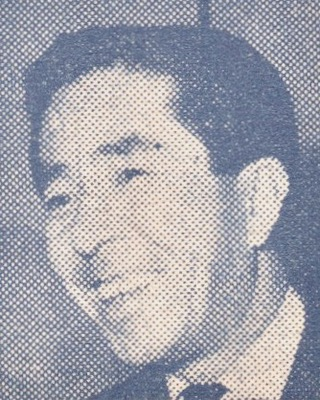
Kōno Takashi (1956)

Kōno Takashi (jap. 河野 鷹思, eigentlich 河野 孝; * 21. März 1906 in Kanda, Tokio, Japan; † 23. März 1999 in Tokio) war ein japanischer Grafiker und Grafikdesigner, spezialisiert auf Gebrauchsgrafik und international bekannt für seine Plakatkunst.

## Leben und Werk
Kōno Takashi studierte an der Kunsthochschule Tokio und schloss sein Studium 1929 als Absolvent der Fakultät für Design ab. Anfang der 1930er Jahre gestaltete er Plakate, die einen starken Einfluss des Designs aus Deutschland aufwiesen (Bauhaus-Stil), und sich durch einen feinen und erfinderischen Gebrauch der Farben auszeichneten. 1936 wurde seine ebenfalls als bildende Künstlerin tätige Tochter Aoi Huber-Kono geboren.
Im Jahr 1955 war er Teilnehmer der Ausstellung Graphic'55. Seine Karriere begann er als Art Director der Shōchiku Kinema gōmei-gaisha (engl. Shochiku Kinema Company; heute: Shōchiku K.K.). Im Jahr 1958 wurde er mit dem Preis des Japan Advertising Artists Club ausgezeichnet, in den Jahren 1957 und 1958 erhielt er die Silbermedaille des Art Directors Club Tokio. Er nahm eine führende Rolle bei vielen Ausstellungen und Designer-Ausschüssen ein, zum Beispiel für die Olympischen Spiele im Jahr 1964 in Tokio. Im selben Jahr wurden Arbeiten von ihm auf der documenta III in Kassel in der Abteilung Graphik gezeigt. Im Jahre 1983 war er der erste Japaner, der von der britischen Royal Society of Arts als Royal Designer for Industry nominiert wurde.
Kōno arbeitete viele Jahre als freiberuflicher Grafiker und als Hochschullehrer an der Kunsthochschule Tokio. Er gestaltete Werbungen, Buch- und Zeitschriftenumschläge, Plakate und Verpackungen, Glückwunschkarten und Kalender, Stoffe und Mosaiken und entwarf Schaufenster, Bühnenbilder und Kulissen für Tanz-Theater. Er war auch als Druckgestalter tätig, zum Beispiel für die Zeitschrift New Japan.